# El Borma
El Borma là một đô thị thuộc tỉnh Ouargla, Algérie. Dân số thời điểm năm 2002 là 1.997 người.